# Шэньчжоу-8
Шэньчжоу-8 (кит. 神舟八号) — беспилотный космический корабль КНР. Первый из кораблей серии, который оборудован стыковочным узлом. По программе были выполнены две стыковки с первой китайской орбитальной станцией «Тяньгун-1», 17 ноября 2011 года спускаемый аппарат вернулся на Землю. Стыковка была произведена на высоте 343 километра от поверхности Земли.

## Цель полёта
Главная цель этого запуска «Шэньчжоу-8» — отработка технологии сближения и стыковки с орбитальной станцией «Тяньгун-1» («Небесный чертог-1»), запущенным в сентябре. Будет проведено две стыковки — одна на второй, другая на 14 день полёта.
В ходе этой миссии на борту корабля, Китай совместно с Германией провёл 17 научных экспериментов. Десять из них осуществила китайская сторона, другие 6 — немецкая, еще один был выполнен совместно.

## Характеристики
В «Шэньчжоу-8» добавлена функция стыковки к целевому летательному аппарату на рельсе и долгосрочной стыковке. Каюта возвращения «Шэньчжоу-8» вмещает 3 человека. Помимо добавленных к передней части структуры стыковки и измерительной чувствительной аппаратуры, три каюты по структуре не отличаются. Для осуществления стыковки на основе предыдущих кораблей «Шэньчжоу-8» усовершенствован. Среди более 600 единиц оборудования более половины пережили изменение по техническому состоянию, доля нового разработанного оборудования составляет около 15 %.
Совершенствование «Шэньчжоу-8» отражено в двух направлениях:
- имеет функцию самостоятельной и несамостоятельной стыковки, добавлены и усовершенствованы некоторые оборудования;
- в целях повышения характеристики, безопасности и надежности космического корабля были внесены усовершенствования в частичные системы, космический корабль способен поддерживать пребывание в космосе на протяжении 180 дней после стыковки.

«Шэньчжоу-8» более безопасен и уютен. С учетом возвращения на Землю кресла в каюте возвращения выдерживают большую ударную силу при приземлении. По сравнению с «Шэньчжоу-7» кресла в «Шэньчжоу-8» значительно улучшены в целях обеспечения больших удобств для тайконавтов при приземлении.
В целях осуществления стыковки «Шэньчжоу-8» может двигаться вперед, назад. На корабле — двигатель для горизонтального перемещения, выдерживающий движение вперед и вниз. Кроме того, есть двигатель для обратного направления. Если два летательных аппарата слишком приближаются, то космический корабль сможет двигаться назад.

## Хроника полёта
- 1 ноября 2011 года в 01:58:10,430 мск (21:58:10,430 UTC) — запуск с космодрома Цзюцюань[6].
- 1 ноября 2011 года в 21:29 мск — осуществлена стыковка с «Тяньгун-1». Стыковка состоялась во время пролёта двух аппаратов над территорией Китая, проводилась в автоматическом режиме. Стыковка длилась 8 минут. Во время стыковки использовались микроволновые радары, видеокамеры и лазерные измерители расстояний[7].
- 14 ноября 2011 года — осуществлена расстыковка и повторная стыковка[8].
- 17 ноября 2011 года — спускаемый аппарат космического корабля «Шэньчжоу-8» приземлился на севере Китая в уезде Сыцзыван автономного района Внутренняя Монголия[9].